# آنا ميهايلوفيتش
آنا ميهايلوفيتش (السيريلية: Ана Михајловић؛ ولدت 20 مايو 1986 في كراغوييفاتش، جمهورية يوغوسلافيا الاشتراكية الاتحادية) عارضة أزياء صربية، في سن الخامسة عشرة، أصبحت الفائزة بمسابقة إيليت موديل لوك صربيا 2002. ثم مثلت صربيا في النهائيات العالمية لمسابقة إيليت موديل لوك الدولية 2002، التي أقيمت في 7 سبتمبر 2002، حيث أصبحت الفائزة المطلقة.

## وصلات خارجية
- آنا ميهايلوفيتش على موقع دليل عارضات الأزياء (الإنجليزية)
- قالب:Style.com model
- Ana Mihaljovic at نيويورك (مجلة)